# 봉의초등학교
봉의초등학교는 대한민국 강원특별자치도 춘천시 약사동에 있는 공립 초등학교다.

## 학교 연혁
- 1940.04.01 춘천본정국민학교 부설 봉의간이학교 인가
- 1944.04.01 봉의국민학교 인가
- 1944.05.12 춘천향교를 가교사로 정하고 이전
- 1944.05.18 춘천향교를 가교사로 정하고 이전
- 1945.05.01 춘천 중앙교회 가교사로 이전
- 1950.06.25 한국전쟁(6.25)으로 인한 휴교
- 1951.09.27 춘천제2종합국민학교로 개교
- 1953.04.01 봉의국민학교 독립 개교
- 1955.07.17 본관 건물 준공
- 1963.11.10 효제국민학교로 5학급 전출(412명)
- 1965.06.02 도서관 시설 개관(장서 1259권)
- 1970.06.29 제1회 교육감기 쟁탈 농구대회 우승(농구의 시작)
- 1975.08.28 체육관 준공
- 1975.11.30 정구장 설치
- 1976.03.01 특수학급 개설(15명)
- 1977.08.13 제1회 교육감기 쟁탈 테니스대회 우승(테니스의 시작)
- 1984.11.14 신축교사 준공(현 본동 건물)
- 1985.03.26 스탠드 등나무 식재
- 1985.09.30 교문 설립
- 1987.07.10 본동 3층 개축(8개교실)
- 1988.09.16 학교 급식 개시
- 1994.03.01 병설유치원 1학급 인가
- 1996.03.01 봉의초등학교로 명칭 변경
- 1997.03.01 병설유치원 1학급 편성
- 1998.03.01 병설유치원 3학급 증설
- 2000.06.22 한학자 장학회 설립
- 2001.09.01 컴퓨터 학내망 구축
- 2003.09. 과학실 현대화 리모델링
- 2003.11.18 도서관 리모델링(디지틀화)
- 2005.10.31 장애인 출입통로 설치
- 2007.02.15 제62회 졸업(17,591명 배출)
- 2008.02.15 제63회 졸업
- 2009.02.13 제64회 졸업 (94명)
- 2010.02.10 제65회 졸업식(연 17,851명)
- 2011.02.11 제66회 졸업(78명)
- 2012.02.10 제67회 졸업(56명)
- 2013.02.14 제68회 졸업(58명)
- 2014.02.14 제69회 졸업(46명)
- 2015.02.13 제70회 졸업(38명)
- 2016. 02. 12 제71회 졸업 (38명)
- 2017. 02. 12 제72회 졸업 (38명)
- 2018. 01. 05 제 73회 졸업 (39명)

- 1945.04.01 초대교장 정봉교 취임
- 1948.02.05 제2대 강문원 교장 취임
- 1949.02.05 제3대 이용성 교장 취임
- 1951.03.31 제4대 한상의 교장 취임
- 1953.02.28 제5대 홍종오 교장 취임
- 1954.09.30 제6대 박규원 교장 취임
- 1957.12.31 제7대 강문원 교장 취임
- 1958.03.31 제8대 서홍석 교장 취임
- 1959.09.25 제9대 손희철 교장 취임
- 1961.05.25 제10대 김동근 교장 취임
- 1964.03.05 제11대 김용기 교장 취임
- 1969.05.21 제13대 김홍종 교장 취임
- 1970.03.12 제14대 권종성 교장 취임
- 1972.03.02 제15대 권희문 교장 취임
- 1973.03.01 제16대 유재수 교장 취임
- 1975.09.01 제17대 박찬영 교장 취임
- 1980.08.01 제18대 김영기 교장 취임
- 1985.09.02 제19대 김인규 교장 취임
- 1990.09.01 제20대 권영림 교장 취임
- 1994.09.01 제21대 한정우 교장 취임
- 1996.09.01 제22대 박성옥 교장 취임
- 1999.09.01 제23대 백부길 교장 취임
- 2000.09.01 제24대 유병남 교장 취임
- 2003.09.01 제25대 교장 성완용 취임
- 2006.03.01 제26대 교장 이영배 취임
- 2008.03.01 제27대 교장 허은봉 취임
- 2011.09.01 제28대 교장 김종화 취임
- 2015.09.02 제29대 교장 채인숙 취임

## 학교 동문
{{참고|분류:봉의초등학교